# David Majak
David Majak Chan (Uror, 10 ottobre 2000) è un calciatore sudsudanese, attaccante dell'El-Merriekh e della nazionale sudsudanese.

## Carriera

### Club
Ha iniziato a giocare in Kenya nelle giovanili del Kapenguria Heroes. Nel 2018 firma il suo primo contratto da professionista con il Kakamega Homeboyz, formazione della massima serie keniota. Dopo non aver trovato spazio in squadra, nello stesso anno si trasferisce al Mount Kenya United, dove gioca due partite. L'anno successivo si trasferisce al Tusker, altro club della massima serie keniota, dove nella stagione 2018-2019 colleziona 10 presenze e 5 reti.
Nel 2020, era vicino al trasferimento agli svedesi dell'Elfsborg. Tuttavia, nel 2021, il Tusker lo cede in prestito Kalmar, dove inizialmente ha giocato con la squadra Under-21, e, successivamente, è stato integrato nella rosa della prima squadra, dove però non ha trovato spazio. Dopo essere stato comunque riscattato, nello stesso anno il Kalmar decide di girarlo in prestito all'IFK Luleå, società militante nella terza divisione svedese.

### Nazionale
Il 4 settembre 2019 ha esordito con la nazionale sudsudanese giocando l'incontro pareggiato 1-1 contro la Guinea Equatoriale, valido per le qualificazioni al campionato mondiale di calcio 2022.

## Statistiche

### Presenze e reti nei club
Statistiche aggiornate al 27 agosto 2021.
| Stagione        | Squadra         | Campionato      | Campionato | Campionato | Coppe nazionali | Coppe nazionali | Coppe nazionali | Coppe continentali | Coppe continentali | Coppe continentali | Altre coppe | Altre coppe | Altre coppe | Totale | Totale |
| Stagione        | Squadra         | Comp            | Pres       | Reti       | Comp            | Pres            | Reti            | Comp               | Pres               | Reti               | Comp        | Pres        | Reti        | Pres   | Reti   |
| --------------- | --------------- | --------------- | ---------- | ---------- | --------------- | --------------- | --------------- | ------------------ | ------------------ | ------------------ | ----------- | ----------- | ----------- | ------ | ------ |
| 2021            | IFK Luleå       | E               | 2          | 1          |                 | -               | -               |                    | -                  | -                  |             | -           | -           | 2      | 1      |
| Totale carriera | Totale carriera | Totale carriera | 2          | 1          |                 | -               | -               |                    | -                  | -                  |             | -           | -           | 2      | 1      |

### Cronologia presenze e reti in nazionale
| Cronologia completa delle presenze e delle reti in nazionale ― Sudan del Sud | Cronologia completa delle presenze e delle reti in nazionale ― Sudan del Sud | Cronologia completa delle presenze e delle reti in nazionale ― Sudan del Sud | Cronologia completa delle presenze e delle reti in nazionale ― Sudan del Sud | Cronologia completa delle presenze e delle reti in nazionale ― Sudan del Sud | Cronologia completa delle presenze e delle reti in nazionale ― Sudan del Sud | Cronologia completa delle presenze e delle reti in nazionale ― Sudan del Sud | Cronologia completa delle presenze e delle reti in nazionale ― Sudan del Sud |
| Data                                                                         | Città                                                                        | In casa                                                                      | Risultato                                                                    | Ospiti                                                                       | Competizione                                                                 | Reti                                                                         | Note                                                                         |
| ---------------------------------------------------------------------------- | ---------------------------------------------------------------------------- | ---------------------------------------------------------------------------- | ---------------------------------------------------------------------------- | ---------------------------------------------------------------------------- | ---------------------------------------------------------------------------- | ---------------------------------------------------------------------------- | ---------------------------------------------------------------------------- |
| 4-9-2019                                                                     | Omdurman                                                                     | Sudan del Sud                                                                | 1 – 1                                                                        | Guinea Equatoriale                                                           | Qual. Mondiali 2022                                                          | -                                                                            | 54’                                                                          |
| 13-3-2021                                                                    | Nairobi                                                                      | Kenya                                                                        | 1 – 0                                                                        | Sudan del Sud                                                                | Amichevole                                                                   | -                                                                            | 82’                                                                          |
| 24-3-2021                                                                    | Omdurman                                                                     | Sudan del Sud                                                                | 0 – 1                                                                        | Malawi                                                                       | Qual. Coppa d'Africa 2021                                                    | -                                                                            |                                                                              |
| 29-3-2021                                                                    | Ouagadougou                                                                  | Burkina Faso                                                                 | 1 – 0                                                                        | Sudan del Sud                                                                | Qual. Coppa d'Africa 2021                                                    | -                                                                            | 60’                                                                          |
| Totale                                                                       |                                                                              | Presenze                                                                     | 4                                                                            |                                                                              | Reti                                                                         | 0                                                                            |                                                                              |